# بيل نوري
بيل نوري هو سياسي كندي، ولد في 21 يناير 1929 في كندا، وتوفي في 6 يوليو 2012 في وينيبيغ في كندا بسبب فشل تنفسي. انتخب List of mayors of Winnipeg ‏.